# Graviton
Gravitón je v fiziki domnevni osnovni delec, ki prenaša gravitacijo v večini sistemov kvantne gravitacije. V tem smislu morajo biti gravitoni vedno privlačni, morajo delovati na poljubnih razdaljah in njihovo število je na primer blizu zvezd lahko zelo veliko. V kvantni teoriji so določeni kot bozoni s sodim spinom 2 in z ničto mirovno maso.
Gravitone so uvedli preprosto zaradi tega, ker je bila kvantna teorija tako uspešna na drugih področjih. Elektrodinamiko lahko zelo dobro pojasnimo z uporabo kvantizacije fotonov. V tem primeru fotoni neprestano nastajajo in izginevajo z vsemi nabitimi delci. Interakcije med temi fotoni proizvajajo makroskopske sile, ki jih poznamo, na primer magnetizem. V nasprotju s preostalimi osnovnimi silami, gravitacijska sila še ni vključena v poenotenje sil. Kvantna teorija gravitacije je eno od trenutno pomembnih raziskovalnih področij v teoretični fiziki. 